# 65 (película)
65 es una película de ciencia ficción estadounidense escrita, dirigida y producida por Scott Beck y Bryan Woods. Está protagonizada por Adam Driver, Ariana Greenblatt y Chloe Coleman. La película es una coproducción entre Columbia Pictures, Metro-Goldwyn-Mayer, Raimi Productions y Beck/Woods. Fue estrenada en los Estados Unidos el 10 de marzo de 2023 por Sony Pictures Releasing y Metro-Goldwyn-Mayer.

## Sinopsis
Un astronauta se estrella en un planeta habitado por criaturas salvajes e inverosímiles, acompañado de una niña, con quien son los únicos supervivientes del viaje.
Tienen que sobrevivir en un trayecto de 15 km a través de este misterioso planeta para poder regresar a casa.

## Argumento
Hace sesenta y cinco millones de años, en el planeta Somaris, su esposa convence al piloto Mills de que debería emprender una expedición espacial de dos años para ganar el dinero necesario para tratar la enfermedad de su hija Nevine. Durante el viaje, su nave espacial, la Zoic, es golpeada por una masa de asteroides y se estrella en un planeta extraño para él, la Tierra. Con su nave dañada irreparablemente, él descubre que sus pasajeros han muerto y contempla el suicidio hasta que encuentra a una única sobreviviente, una joven llamada Koa. Mills envía una baliza de socorro para rescatarla y decide cuidar de Koa. Sin embargo, ellos tienen dificultades para comunicarse debido a los diferentes idiomas y a un traductor defectuoso.
Más tarde, Mills descubre que una lanzadera de escape en funcionamiento del Zoic ha aterrizado en la cima de una montaña. Para animar a Koa a seguirlo, Mills miente acerca de que su familia estaba en la cima de la montaña, cuando en realidad murieron en el accidente. La pareja rápidamente se da cuenta de que el planeta es el hogar de criaturas alienígenas peligrosas y agresivas, que en realidad son dinosaurios y rauisuquios de la Tierra. Mientras Mills protege a Koa, comienzan a crear vínculos.
Koa mira varios mensajes de vídeo enviados por Nevine. Los dos son atacados por lo que parece ser un terópodo enorme, aunque Mills le dispara en el ojo, lo que lo enfurece, lo que obliga a Koa y Mills a retirarse más a una cueva. Después de que un desprendimiento de rocas los separa, Mills es atacado por un Oviraptor y Koa es atacada por una criatura parecida a un raptor que atrapa en un tronco de árbol caído; usa bombas que Mills le había dado para matar al dinosaurio. Mills mata al Oviraptor y escapa de la cueva, pero cae en arenas movedizas mientras busca a Koa. Koa lo rescata y continúan montaña arriba. Mills descubre que un enorme asteroide, el mismo contra cuyos escombros se estrelló su nave, chocará contra la Tierra en menos de 12 horas.
Los dos llegan a la lanzadera de escape, pero Koa se enoja cuando descubre que Mills le mintió. Mills se sincera con Koa sobre la pérdida de Nevine, quien había muerto a causa de su enfermedad mientras él estaba fuera, y promete protegerla. Al enterarse de que el rescate está en camino, los dos abordan el transbordador de escape, pero los escombros del asteroide hacen que caiga montaña abajo. Un par de Tyrannosaurus rex merodeadores acosan a Mills y Koa, aunque Mills los mata a ambos con éxito. De repente, también ataca el mismo depredador al que Mills había cegado parcialmente antes, que resulta parecerse a un Fasolasuchus, un rauisúquido de gran tamaño. Mills logra atraerlo hacia un gran campo de géiseres mientras Koa lo apuñala en el ojo bueno que le queda con una gran garra de dinosaurio que antes cubrió con bayas venenosas, cegándolo. El carnívoro ahora ciego tropieza de cabeza con un géiser hirviendo y muere quemado. La pareja escapa justo a tiempo cuando el asteroide golpea la Tierra, provocando un evento catastrófico y la extinción de los dinosaurios. Con la cápsula preparada para encontrarse con una nave de rescate, los dos se relajan y vuelan hacia las estrellas.
En títulos finales se muestra la evolución de la Tierra, desde el lugar de donde partieron Mills y Koa, a través de una era glacial hasta nuestros días.

## Reparto
- Adam Driver como Mills
- Ariana Greenblatt como Koa
- Chloe Coleman como Nevine
- Nika King como Alya, la madre de Nevine

## Producción
En septiembre de 2020, Adam Driver firmó para protagonizar la película, que sería producida, escrita y dirigida por Scott Beck y Bryan Woods; Sam Raimi la coproduciría con Zainab Azizi y Debbie Liebling. Dos meses después, Ariana Greenblatt se unió al elenco. En diciembre de 2020, Chloe Coleman se unió al elenco.
El rodaje comenzó el 16 de noviembre de 2020 en Nueva Orleans. La filmación también ocurrió en el Bosque Nacional Kisatchie en la parroquia de Vernon en Luisiana en enero de 2021.

## Música
En febrero de 2021, se anunció que Danny Elfman estaba componiendo la banda sonora de la película, habiendo colaborado previamente con Raimi en sus proyectos Darkman (1990), A Simple Plan (1998), Spider-Man (2002), Spider-Man 2 (2004), Oz the Great and Powerful (2013) y Doctor Strange en el multiverso de la locura (2022).

## Estreno
La película se estrenó en los Estados Unidos el 10 de marzo de 2023 por Sony Pictures Releasing y Metro-Goldwyn-Mayer.